# Essigsäureisopropenylester
Essigsäureisopropenylester ist eine chemische Verbindung aus der Gruppe der Carbonsäureester.

## Gewinnung und Darstellung
Essigsäureisopropenylester kann durch Reaktion von Ethenon mit Aceton gewonnen werden.

## Eigenschaften
Essigsäureisopropenylester ist eine leicht entzündbare, feuchtigkeitsempfindliche, leicht flüchtige, farblose Flüssigkeit mit aromatischem Geruch, die löslich in Wasser ist. Seine wässrige Lösung reagiert sauer. Mit Alkoholen und Aminen reagiert die Verbindung unter Bildung von Estern und Amiden.

## Verwendung
Essigsäureisopropenylester kann als Acetylierungsmittel verwendet werden, das aus enolisierbaren Aldehyden bzw. Ketonen durch Umesterung Enolacetate bildet. Es wird als Zwischenprodukt für die Herstellung von Acetylaceton, als Comonomer für Kunststoffe und als Acetylierungsmittel in der Pharmaindustrie verwendet.

## Sicherheitshinweise
Die Dämpfe von Essigsäureisopropenylester können mit Luft ein explosionsfähiges Gemisch (Flammpunkt 4 °C, Zündtemperatur 395 °C) bilden.